# Roca del Corb (Peramola)
La Roca del Corb és una muntanya de 994 metres que es troba al municipi de Peramola, a la comarca de l'Alt Urgell.